# Деряги (Зеньковский район)
Деряги (укр. Деряги) — село, Поповский сельский совет, Зеньковский район, Полтавская область, Украина.
Код КОАТУУ — 5321384804. Население по переписи 2001 года составляло 23 человека.

## Географическое положение
Село Деряги находится на расстоянии в 1 км от села Бухаловка.
Рядом проходят автомобильные дороги Т-1706 и Т-1710.

## История
На хуторе Дерягин в 1911 году проживало 39 мужского и 38 женского пола
Есть на карте 1869 года